# 風豬爺
風豬爺，出自臺灣屏東縣內埔鄉水門村，為傳說一頭鎮守隘寮溪的豬。

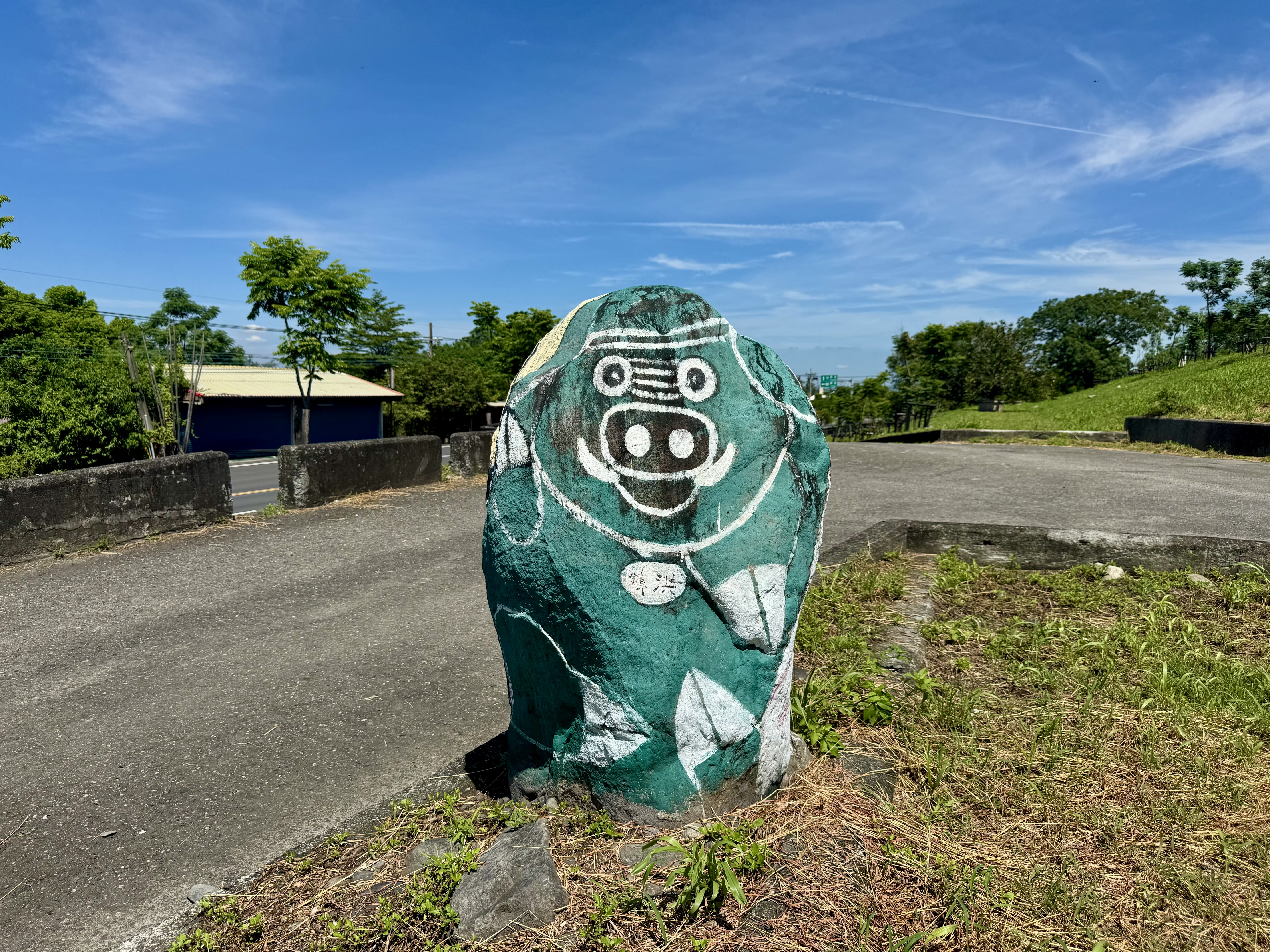
寫「鎮洪」兩字的風豬爺

## 傳說
三地門鄉在排灣語發音似「音斯笛摩兒」，被來此開墾的漢人音轉稱為「山豬毛」。2001年1月3日，周文寬以內埔鄉水門社區發展協會理事長身分，向內埔鄉公所提出企業經營社區計畫，以山豬為當地專屬圖案。之後，他認為屏東是全國養豬頭數最多，且本地地名、溪名與豬有關，為扭轉外界對豬的印象及感謝豬對屏東的貢獻，特地以金門縣風獅爺概念來塑造風豬爺。周文寬稱相傳當地稱為「山豬毛溪」的隘寮溪常有水患，於是風豬爺下凡來此鎮災。
2005年，隘寮溪文化協會在隘寮堤防製作風豬爺的繪像，以作鎮災納福之用。2006年，內埔鄉榮華國小則在周文寬建議下組成模仿舞獅組成風豬陣，為兩頭黑豬加上一頭山豬王組成，由舞獅教練陳冠良編導步法套路。2008年，在大仁科技大學餐旅管理系講師謝仁哲合作下，中秋節於隘寮堤防雙埔段舉行活動，製作成豬頭形狀的糖並取名為「風豬糖」。

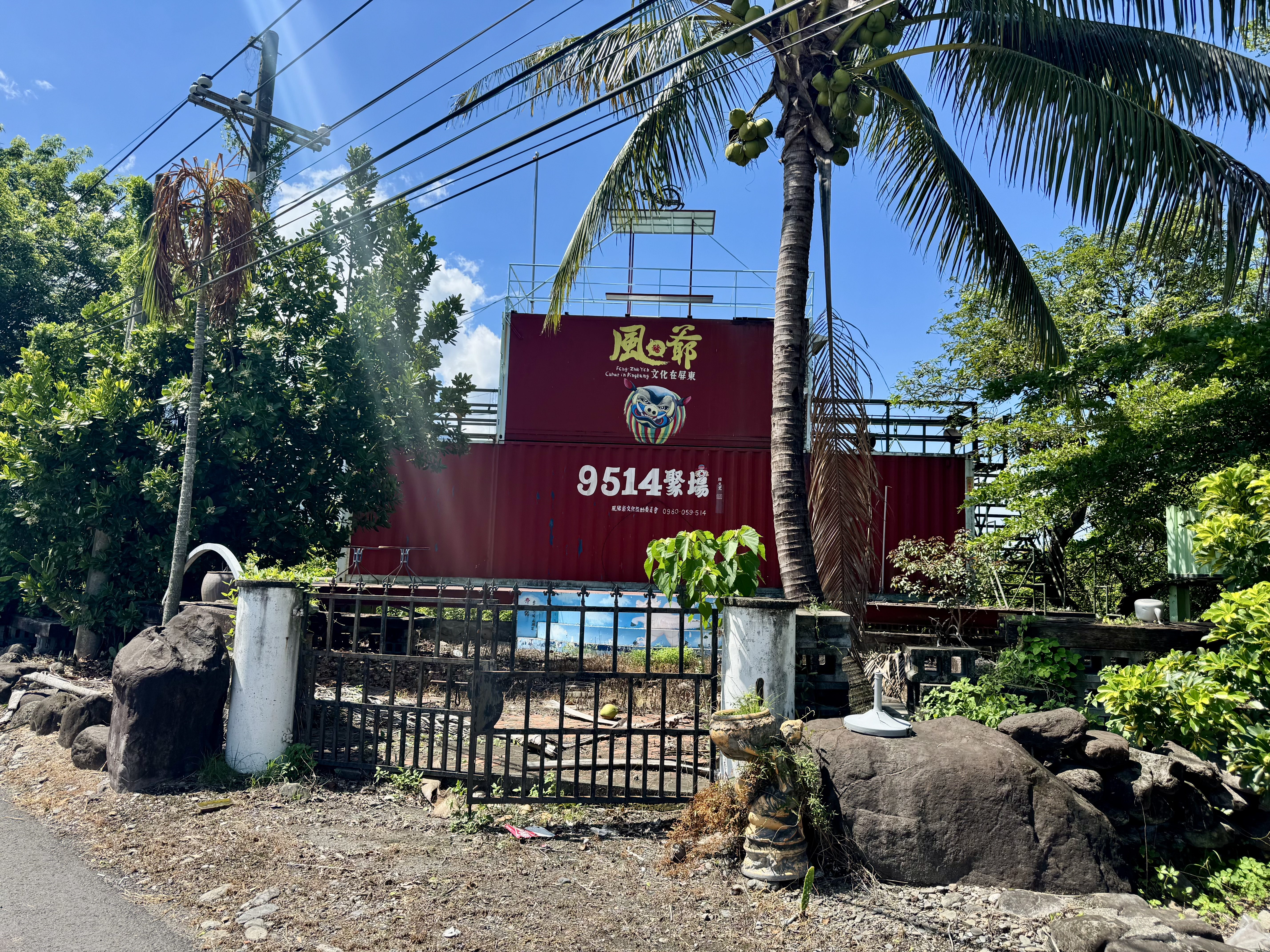
風豬爺文化推動委員會活動場地

2019年臺灣燈會1月4日，主辦單位發表燈會小提燈「屏安豬」，說結合生肖豬年、屏東養豬產業、及風豬爺。因主辦單位官網將風豬爺稱源自三地門鄉文化，引起當地排灣族、部落文化作者蔣偉光質疑，說明排灣族只會殺豬作牲禮，不可能將豬當成神祇供奉，盼觀光局能夠澄清更正，尊重排灣族文化。

## 專書
- 李冠頡、吳亭緹、郭人華、黃家葳、黃羿汎、蔡宜祐、蘇嘉盈. . 內埔鄉榮華國民小學. 2015. ISBN 9789860468991.